# José Antonio Vargas
José Antonio Vargas (Antipolo, 3 de febrero de 1981) es un periodista y documentalista filipino con educación estadounidense. En 2008 ganó un Premio Pulitzer para sus reportajes de noticias de última hora de la masacre de Virginia Tech.

## Biografía
Nació en Antipolo, las Filipinas. Se mudó a los Estados Unidos a los doce años. Se crio en Mountain View. 
En 1997, descubrió que es indocumentado cuando se acercó a una oficina del DMV a gestionar una licencia de conducir.
Fundador de Definir América, una campaña de la inmigración sobre la inmigración en Estados Unidos. Fue portada de la revista Time.

## Trayectoria
En 2011, reveló que es indocumentado en un ensayo para The New York Times.
Ha escrito para el San Francisco Chronicle, The Philadelphia Daily News, The Washington Post y The Huffington Post.

## Filmografía
Escribió y produjo el documental La otra ciudad (The Other City) sobre el sida en Washington D. C..
- 2010, La otra ciudad.
- 2013, Documento.
- 2015, Gente blanca